# هیگاشی‌چیچیبو، سایتاما
هیگاشی‌چیچیبو، سایتاما (به لاتین: Higashichichibu, Saitama) یک منطقهٔ مسکونی در ژاپن است که در استان سایتاما واقع شده‌است. هیگاشی‌چیچیبو ۳۷٫۰۶ کیلومترمربع مساحت و ۲٬۹۰۳ نفر جمعیت دارد.